# Aljassa annulipes
Espèce
Synonymes
- Teudis annulipes Caporiacco, 1955

Aljassa annulipes est une espèce d'araignées aranéomorphes de la famille des Anyphaenidae.

## Distribution
Cette espèce est endémique de l'État d'Aragua au Venezuela,.

## Description
Le mâle décrit par Brescovit en 1997 mesure 3,30 mm et la femelle 4,20 mm.

## Publication originale
- Caporiacco, 1955 : Estudios sobre los aracnidos de Venezuela. 2a parte: Araneae. Acta biológica venezuelica, vol. 1, p. 265-448.